# Богостроительство
Богострои́тельство — этико-философское течение в российском марксизме, которое развивали левые литераторы в первом десятилетии XX века с целью интеграции идей марксизма и религии и основанное на сходстве социалистического и христианского мировоззрений.
Его приверженцы не «искали» Бога как некую существующую надмировую сущность, а стремились «построить» его из мощи коллектива. Впоследствии богостроительство рассматривали как одну из первых трактовок марксистской философии в религиозном русле. Богостроительство в среде социал-демократов представляли: Луначарский, Базаров, Горький, Богданов.

## История
Богостроительство как самостоятельное движение оформилось в дискуссиях с идеалистами-богоискателями (впоследствии богостроители вели наиболее ожесточённую полемику не с марксистами-атеистами, а именно с «религиозными» декадентами). В 1908—1910 годах богостроители развернули активную кампанию в печати по ознакомлению российского революционного движения со своими идеями, Луначарский издал двухтомник «Религия и социализм» (1908), Базаров — статьи «Богоискательство и богостроительство» (в кн.: Вершины, кн. 1, 1909) и «Мистицизм и реализм нашего времени» (сб. «Очерки по философии марксизма», 1908). Выпущенный в 1909 году Луначарским, Богдановым, Базаровым и Горьким сборник «Очерки философии коллективизма» вызвал неприятие у Ленина, указывавшего на элементы махизма в российском богостроительстве, а также резко осуждавшего стремление «реанимировать или сочинить религию».
К тезису о необходимости синкретизации социализма и религии представители богостроительства пришли различными путями; в большинстве своём их объединяла только общая позиция относительно синкретизации материализма и эмпириокритицизма. В качестве основного истока богостроительства рассматривали синтез социально-экономического учения Маркса и теории познания Маха и Авенариуса. Несмотря на распространённое в советской историографии отождествление богостроительства исключительно с махизмом, богостроители в обосновании своих убеждений указывали на вольтеровскую интерпретацию религии как необходимого социального регулятора, на «новое христианство» Анри Сен-Симона, а также на примеры обоснования радикальных идеологий народных масс религиозными концепциями (раннее христианство, маздакизм, ересь альбигойцев и богомилов).
Исходя из махистского постулата о субъективности категорий фундаментальной науки, представители богостроительства обосновывали ошибочность предположения об универсальности научного подхода, утверждая, что социалистическое учение требует объяснения не поддающихся всецело научному познанию проблемных вопросов, в первую очередь проблем смерти и потустороннего мира. Интерпретируя религию в качестве созидательной деятельности человечества, данное течение поставило своей задачей создание новой, пролетарской религии. Значительная часть богостроителей признавала существование Бога и отдельные постулаты христианства, однако доминирующей в движении явилась идея обожествления прогресса, коллектива или общества в целом, необходимая для приведения в соответствие идеала и реальности.
Богостроительство в основе любой идеологии видело соответственное мироощущение, которое в определённой степени содержит религию, объединяя с её помощью общество в едином эмоциональном порыве, особом состоянии экзальтации по отношению к «святыне», подразумевая под последней Бога или его субститут. Это положение сближало богостроительство с позитивистами и младогегельянцами, в частности с «позитивной религией» Конта и «религией человечества» Фейербаха.

## Каприйская школа
В августе—декабре 1909 года богостроители при поддержке Горького содержали на острове Капри фракционную школу (Каприйская школа) для рабочих, названную Лениным «литераторским центром богостроительства». Негативные отзывы Плеханова («О так называемых религиозных исканиях в России», Соч., т. 17) и Ленина («О фракции сторонников отзовизма и богостроительства», см. Полн. собр. соч., 5 изд., т. 19, с. 90) нашли своё отражение в осуждении богостроительства как «…течения, порывающего с основами марксизма…» на совещании расширенной редакции большевистской газеты «Пролетарий», по существу бывшим заседанием избранного на V съезде РСДРП Большевистского центра при участии делегатов от местных организаций (8—17 июня 1909 года). В результате при закрытии Каприйской школы группа эмигрантов-членов РСДРП, близких к богостроительству, приняла платформу «Современное положение и задачи партии» (в противовес Ленинской резолюции «О современном моменте и задачах партии»), предложенную Богдановым, исключённым из партии после совещания редакции «Пролетария». 28 декабря 1909 года резолюция совместно с извещением об образовании группы «Вперёд» (формально «литературной организации») была отправлена в ЦК РСДРП.

## Группа «Вперёд»
Создание группы «Вперёд» было результатом сближения богостроителей и главных левых групп в среде российской социал-демократии — отзовистов и ультиматистов, объединившихся на общей платформе неприятия легальных или полулегальных средств революционной борьбы, бойкота выборов в Думу, синкретизации религии, науки и марксизма, создания новой пролетарской культуры, развития пролетарской науки и пролетарской философии. После фактического прекращения существования группы «Вперёд» в 1913 году бывшие богостроители в большинстве своём отказались от неокантианских и махистских устремлений.

## Более поздние концепции
В современном мире некоторые близкие к богостроительским идеи продолжает развивать трансгуманизм.
Идеи богостроительства получили отражение и в современной научной фантастике, например, в романах «Гиперион» Симмонса и «Хранитель времени» Зинделла, но особенно ярко в романах Айзека Азимова:
- Сами боги — роман, где эта тема является центральной. В произведении описывается контакт с инопланетной цивилизацией, построенной на принципиально иных физических законах. Здесь глубоко исследуются вопросы религии, веры и создания новых форм божественного.

- Основание (цикл романов) — в этой серии косвенно затрагивается тема создания новых форм общественного устройства, которые можно рассматривать как своеобразную форму богостроительства. Особенно это заметно в книгах: Основание и Империя, Второе Основание, Кризис Основания

- Стальные пещеры — хотя основное внимание уделено детективной линии, здесь также поднимаются вопросы создания искусственного разума и его места в системе ценностей человечества.

- Я, робот — сборник, где через призму взаимодействия человека и машины исследуются вопросы этики, морали и создания новых форм разумной жизни.

Важно отметить, что Азимов подходил к теме богостроительства с научной точки зрения, избегая прямых религиозных параллелей, но при этом глубоко исследуя философские аспекты создания новых форм разума и общественного устройства.
Очищенный от необязательных элементов вариант богостроительства изложен в рассказе Анри Торосова (возможно, псевдоним писателя Полещука) «Следующий день» (1979) — человечество будущего (через миллионы лет от настоящего времени) воскрешает каждого когда-либо жившего человека (что близко философии Николая Фёдорова) по оставленным им следам — творческим достижениям или сильным эмоциям; некоторых людей поэтому воскрешают в нескольких экземплярах (а, например, Моцартов будет воскрешено много); воскрешение, вероятно, производят методом какого-то копирования некоторых кусков пространства-времени; таким образом, человечество постепенно становится почти богом.